# 212
212 (CCXII na numeração romana) foi um ano bissexto do século III do Calendário Juliano, da Era de Cristo, teve início a uma quarta-feira  e terminou a uma quinta-feira, as suas letras dominicais foram E e D (53 semanas)
| Ano completo                           |
| -------------------------------------- |
| Ano bissexto com início à quarta-feira |

## Eventos
- Constituição Antonina ou Édito de Caracala: o imperador Marcus Aurelius Antoninus concede a cidadania romana a todos os súbditos do Império Romano[1]
- Emílio Papiniano se recusa a escrever uma defesa legal para o assassinato do irmão de Caracalla, Públio Setímio Geta. Ele é decapitado em Roma, na presença de Caracalla.[2]
- Edessa torna-se oficialmente uma província romana.[3]
- Início da construção dos Termas de Caracala[4][5][6]

## Mortes
- Quinto Sereno Sammonico [7]